# Dryopteris pteridiiformis
Dryopteris pteridiiformis är en träjonväxtart som beskrevs av H. Christ. Dryopteris pteridiiformis ingår i släktet Dryopteris och familjen Dryopteridaceae. Inga underarter finns listade.